# ایا
ایا (به اسپانیایی: Aia) یک شهرستان در اسپانیا است که در استان گیپوسکوا واقع شده‌است.